# Mariano Carrillo de Albornoz
Mariano Carrillo de Albornoz y Archer Meireles y Sansó (Antequera del Valle de Oaxaca (actualmente la ciudad de Oaxaca, 1784-La Habana, Cuba, 1860) Militar, aristócrata e ingeniero español novohispano. Fue gobernador y capitán general de Yucatán durante seis meses del año de 1820, ocupando esa posición mediante un golpe de Estado perpetrado en contra de su antecesor, Miguel de Castro y Araoz, de quien había sido amigo y favorecedor. Alcanzó el rango de coronel de ingenieros.

## Datos biográficos e históricos
Estudió en la España peninsular en los albores del siglo XIX, en la Academia de Ingenieros de Alcalá de Henares, en donde se interesó también por el sistema constitucional que entonces, antes de la constitución gaditana, se discutía ampliamente en la península.
Durante la guerra de independencia española participó en varias campañas contra los franceses, hasta que en 1811 fue nombrado profesor de la Academia Militar que se tenía previsto abrir en Mallorca, pero que finalmente abrió sus aulas en Cádiz con el nombre de  Academia de Ingenieros, y de la cual fue profesor. Participó en el sitio de Cádiz y durante su actividad docente escribió un libro: "La Geometría Práctica", obra que se usó en las enseñanzas de la Academia.
Regresó más tarde a la Nueva España y se radicó en Yucatán donde se unió al círculo de amigos cercanos del gobernador Miguel de Castro y Araoz. Se relacionó también con los sanjuanistas reuniéndose con ellos en las deliberaciones libertarias que sostenía el grupo en el atrio de la iglesia de San Juan, en Mérida, la capital de Yucatán, encabezadas por el sacerdote Vicente María Velázquez, ya en pleno proceso independentista de la Nueva España.
Intentó convencer al gobernador Castro de abrazar el sistema constitucional de España y de jurar la Constitución de 1812. Fracasó en su intento y entonces preparó el golpe que habría de deponer al gobernador. Asumió el mando político el 6 de junio de 1820, forzando el orden legal ya que al quedar sin cabeza el gobierno de la Capitanía General de Yucatán, le correspondía al teniente de rey en Campeche, Juan José de León, ejercer el cargo de gobernador.
Ya en funciones desterró de la provincia a quienes se opusieron a su mando, entre otros a Lorenzo de Zavala, a quien había conocido en las sesiones de los Sanjuanistas y se volvió su acérrimo enemigo. Durante su gobierno fundó la cátedra pública y gratuita de matemáticas y construyó el cementerio de Mérida en lo que había sido la hacienda denominada Xcoholté. Gobernó hasta el fin de ese año de 1820.
Al salir del gobierno de Yucatán viajó primero a España donde permaneció un tiempo trabajando como ingeniero, después se fue a Cuba para desarrollar un intenso trabajo en La Habana, también como ingeniero, ya que fue director de las obras de urbanización que transformaron en ese entonces a la capital de la isla. 
Por sus servicios a la causa de Isabel II de España ingresó como caballero de la Orden de Calatrava en 1836. Fue Académico de número de la Real Academia de Bellas Artes de San Fernando.